# Álvaro Monje Cruz
Álvaro Monje Cruz (Madrid, 25 de març de 1986) és un actor espanyol El 2014 fou nominat al Premi Unión de Actores al millor actor de repartiment de televisió pel seu paper a Isabel.

## Filmografia
- Médico de familia, com un amic de Chechu, un episodi: Los años dorados (1999)
- Raquel busca su sitio, un episodi: Tocando el cielo (2000)
- El comisario, dos episodis: Cosas a las que uno nunca se acostumbra i Cuestión de peso (2000; 2003)
- Compañeros, com Jimmy (2000-2002)
- Robles, investigador, un episodi: In memoriam (2001)
- Hospital Central, com "Mondi", un episodi: El séptimo mandamiento (2002)
- La vida de Rita, com el xicot de Berta, un episodi (2003)
- El auténtico Rodrigo Leal, com "El Pelos" (2005)
- Aída, com Dani, un episodi: El ataque de los clones (2005)
- El comisario, com Chimo Garrido, un episodi: Figuras eróticas (2006)
- Génesis, en la mente del asesino, un episodi: Los desastres de la guerra (2006)
- Mesa para cinco, com Fredy, un episodi: Padres e hijos (2006)
- Amistades peligrosas, com "El Bola", un episodi (2006)
- Amistades peligrosas, com Raúl Redondo (2006)
- MIR, com Juan Roche-Frías (2007)
- El estafador, com Pablo. TV movie (2007)
- La familia Mata, un episodi (2008)
- 700 euros, diario secreto de una call girl, com Esteban (2008)
- El comisario, com Salvador "Salva" Bocanegra (2008-2009)
- De repente, los Gómez, com Álex Tamayo (2009)
- Acusados, com Benito Meléndez, un episodi: Laura (2009)
- La chica de ayer, com "Chatarra" (2009)
- Desátate, com Vladi. TV movie (2009)
- La princesa de Éboli, com Bartolomé. Miniserie (2010)
- Hospital Central, com Manuel "Manu" Casillas (2011)
- Hispania, la leyenda, com Aarón (2010-2011)
- Isabel, com Joan II de Portugal (2013-2014)
- Amar es para siempre, com Antonio Jiménez "Toni" (2015-2016)[2]
- Cuéntame como pasó com Benja, (2019-2020)[3]